# ملحمه تاکتیکال
مَلحَمه تاکتیکال یک شرکت نظامی خصوصی است که در جنگ داخلی سوریه فعالیت می‌کند. این گروه که توسط یک جهادی مشهور ازبکی به نام ابو روفیق تأسیس شده‌است، با جبهه فتح الشام و گروه جانشین آن یعنی هیئت تحریر الشام از نزدیک همکاری می‌کند. ده‌ها عضو این گروه در قاچاق اسلحه و میادین نبرد در جنگ داخلی سوریه شرکت کرده‌اند، اما این گروه در درجه اول آموزش‌های نظامی را به سایر گروه‌ها ارائه می‌دهد. این شرکت به همکاری با گروه احرار الشام و حزب اسلامی ترکستان شناخته شده‌است. رهبر آن ابو روفیق در ۷ فوریه ۲۰۱۷ در یک حمله هوایی کشته شد، اگرچه مرگ وی مورد شک و تردید قرار گرفته‌است.

## تاریخچه

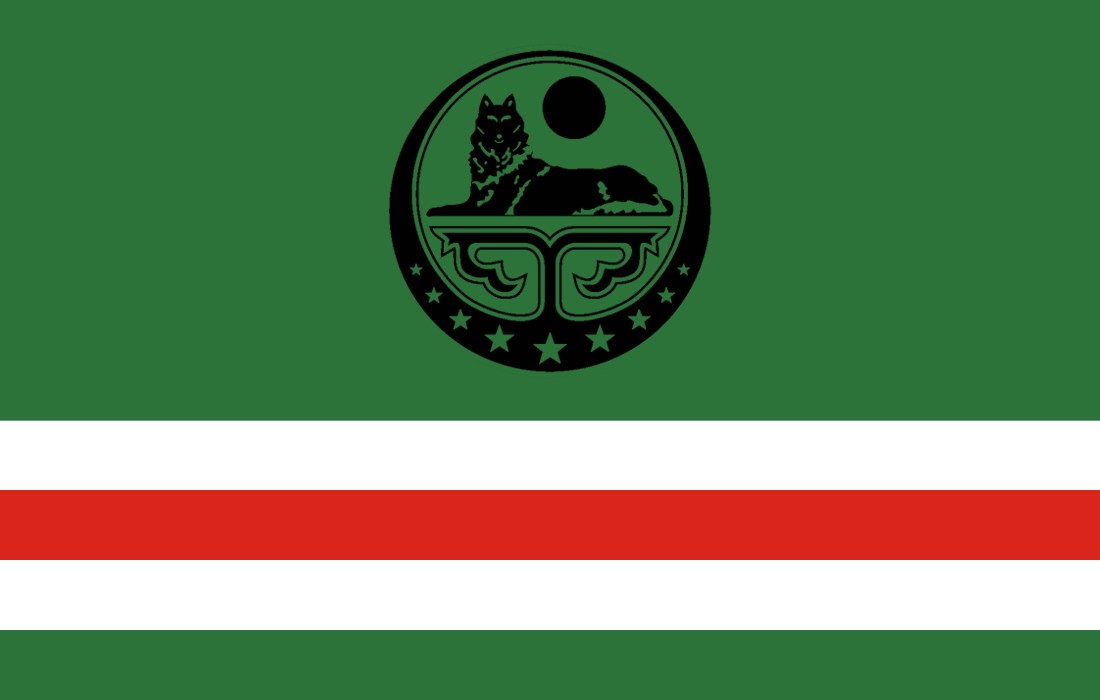
برخی از مبارزان مالهاما تاکتیکال برای نشان دادن وفاداری خود به «جنبش آزادسازی چچن»، از پرچم چچن ایچکریا (عکس) بر روی لباس خود استفاده می‌کنند.

این شرکت در سال ۲۰۱۵ تأسیس شد و در اوایل سال ۲۰۱۷ آوازه این گروه به اوج خود رسید. با این حال، براساس حساب توییتر رهبر فعلی گروه، ابو سلمان بلاروس، این گروه از سال ۲۰۱۳ در آنچه که او به عنوان «کمک‌های اضطراری در میدان نبرد» خوانده‌است فعال بوده‌است. آنها به دلیل استفاده مداوم و موفق از رسانه‌های اجتماعی در تبلیغ خدمات خود، مورد توجه قرار گرفته‌اند. مالهاما تاکتیکال در منطقه ادلب-حلب فعال است. گفته می‌شود که جنگجویان این گروه نسبت به سایر جنگجویان سوری بسیار خوب آموزش دیده‌اند، گرچه به خوبی سربازان غربی نیستند و از نظر تجهیزات در وضع بسیار مناسبی هستند. آنها در انجام مراقبت‌های پزشکی به خوبی آموزش دیده‌اند و این به آنها امکان می‌دهد تلفات خود را کاهش دهند. در ماه مه و ژوئیه سال ۲۰۱۷، مالهاما تاکتیکال به همراه اجناد القوقاز حملاتی را علیه نیروهای دولتی سوریه در غرب استان حلب انجام دادند. در نوامبر سال ۲۰۱۸، مالهاما تاکتیکال به همراه هیئت تحریر الشام یورش شبانه ای را به یک پایگاه نظامی که سربازان روسیه و سوریه در آن حضور داشتند انجام دادند که طبق گزارش‌ها، منجر به کشته شدن ۲۵ سرباز از جمله هفت سرباز روسیه شد. پس از کشته شدن ابو سلمان (ابو روفیق)، علی الشیشانی رهبر جدید مالهاما تاکتیکال شد.